# Disposizioni di Oxford
Le disposizioni di Oxford (in inglese provisions of Oxford) furono degli atti emanati nel 1258 durante la monarchia di Enrico III d'Inghilterra per risolvere una disputa tra questi ed un gruppo di baroni guidati da Simone di Montfort, VI conte di Leicester.
È con le disposizioni di Oxford che nasce il concetto di monarchia parlamentare con il potere esecutivo che passa dal re ad un consiglio, il governo, controllato dal parlamento che dunque è dotato della sovranità prima propria del monarca. Re Enrico III si rifiutò di rispettare le disposizioni di Oxford e di conseguenza scoppio la seconda guerra dei baroni che fu vinta però dal re il quale così ristabilì l'autorità reale.

## Storia
L'accordo tra il sovrano ed i nobili portò alla nomina di una commissione di 24 membri, metà scelti dal sovrano e metà dai baroni stessi; una conferma scritta dell'accordo fu inviata agli sceriffi di tutte le contee d'Inghilterra, in lingua latina e, significativamente, anche nell'inglese medievale. L'utilizzo della lingua inglese fu simbolo della "anglicizzazione" del governo dell'Inghilterra ed un antidoto alla gallicizzazione che stava prendendo piede nei decenni appena precedenti. Le Disposizioni furono il primo documento di governo pubblicato in Inghilterra dopo la conquista dei Normanni, avvenuta due secoli prima.
Le disposizioni furono rimpiazzate l'anno successivo dalle Disposizioni di Westminster. Le Disposizioni furono rigettate da Enrico III, forte di una bolla pontificia, nel 1261, il che fu la causa della Seconda guerra dei baroni (1263 –1267), vinta dal re. Nel 1266 il Dictum di Kenilworth chiuse la questione

## Contenuto
Le Disposizioni obbligavano il re Enrico III d'Inghilterra ad accettare una nuova forma di governo con la quale il potere del re era posto nelle mani di 15 membri di un consiglio (Consiglio dei 15) che sovrintendevano agli incarichi ministeriali, alle amministrazioni locali ed alla vigilanza sui castelli reali. Il Parlamento, che si doveva riunire tre volte l'anno, avrebbe controllato l'operato del Consiglio.  Il suo significato più importante fu che, per la prima volta, la Corona Inglese era obbligata a riconoscere i diritti del parlamento d'Inghilterra e il potere politico locale dei baroni inglesi. 